# 射水市図書館
射水市図書館（）は、富山県射水市の公共図書館である。中央図書館、新湊図書館、正力図書館、下村図書館の4館で構成されている。

## 概要

### 射水市中央図書館
射水市戸破1511番地に所在する。東側2階のテラスからは晴れた日には立山連峰を望むことが出来る。片口安太郎（初代図書館長で小杉町長、富山県議会議長も務めた）の寄贈による越中最初の雑誌『相益社説』をはじめとする郷土資料や漢籍など約1,500冊などの郷土資料や、東京芸術大学名誉教授の米林雄一から寄贈を受けた芸術関係の資料の米村文庫、伊藤曙覧寄贈の伊藤文庫などがある。
1940年、小杉町議会で紀元2600年記念町立図書館の設置を可決し、同年3月9日に設立、同年10月に旧小杉町演舞場（三ケ318番地）にて片口安太郎氏寄贈図書などとともに創設。1951年3月に明治天皇小休所記念館（戸破421番地）に、次いで1959年10月に三ケ3313番地の独立館に移転し、1976年8月には旧小杉町役場庁舎を改装し移転した。1978年11月には太閤山2丁目の旧北陸銀行太閤山出張所跡に太閤山分室が開設された（2001年2月19日閉館）。1985年には移動図書館が導入された。2001年3月27日には小杉町役場庁舎裏側に完成した新館舎にて竣工式が挙行され、同年4月1日、小杉町民図書館と改称し新館がオープン。2005年11月に新設合併によって射水市が発足したことに伴い、現名称となった。

### 射水市新湊図書館
射水市三日曽根3番地23号の射水市新湊中央文化会館2階に所在する。床面積は2,003m2
1925年、青年団により設立。1934年に新湊町立図書館に改称。1955年11月に奈呉町の旧市役所跡に移転し、1981年10月27日に新湊図書館と改称し、新湊市中央文化会館（現・射水市新湊中央文化会館）2階に移転開館した。これを機に一般閲覧室に『海とくらしのコーナー』を常設した。1992年8月には新湊市立射北中学校（現・射水市立射北中学校）2階に東部分室が開設された（2009年3月31日閉館）。2009年3月1日にリニューアル開館した。

### 射水市正力図書館
射水市大門67番地の大門総合会館の3階に所在する。床面積は374m2
旧大門町出身の実業家正力松太郎の寄付に基づき1960年1月20日に『大門町立正力図書館』として開設され、同年4月に開館した。名称も正力に由来している。1987年10月8日、同位置に大門総合会館が竣工したことに伴い、同施設の3階に移転した（同年10月12日より業務開始）。

### 射水市下村図書館
射水市加茂中部838番地2号の下村交流センター内に所在する。床面積は366m2。蔵書数は2003年の移転時点で約2万冊。
1981年12月、農村環境改善センターの一室で村立図書館として創設された。1995年に旧下村幼稚園の園舎に移転し、2003年7月1日に下村交流センターが竣工し、その内に移転オープンした。2005年の市町村合併で現名称に改称された。

### 射水市大島図書館（閉館）
このほかに射水市に射水市大島図書館があった。
1975年（昭和50年）8月5日、大島町中央公民館内に開館し、社会福祉センター内に移転後、1985年（昭和60年）3月15日に大島町役場（現 射水市役所大島庁舎）横の小島684に独立の建物（鉄筋コンクリート2階建て延床面積436m2）を新築し、同年4月20日にオープン、同年4月23日から貸し出しを開始した。1989年（平成元年）時点では富山県下一の貸出率を誇っていた。ガラスブロックをふんだんに使用し、吹き抜けの空間を生かした建物であった。
その後、建物の老朽化に伴い公共施設の統廃合に合わせて、2015（平成27年）12月28日に閉館した。